# Iglesia de San Sebastián (Aldea del Obispo)
La iglesia de San Sebastián es un inmueble de la localidad española de Aldea del Obispo, en la provincia de Salamanca.

## Descripción
El edificio se encuentra en la localidad española de Aldea del Obispo, perteneciente a la provincia de Salamanca, en la comunidad autónoma de Castilla y León. Se menciona como iglesia parroquial del lugar en el primer volumen del Diccionario geográfico-estadístico-histórico de España y sus posesiones de Ultramar de Pascual Madoz, donde aparece descrita con las siguientes palabras:

sus casas son de mala construccion, y puede decirse que solo forman dos calles, algo pendientes, que se prolongan hasta la igl., (S. Sebastian de 2.º ascenso), la cual tiene agregados el anejo de Castillejo de Dos Casas, la felig. del Gardon, y una ermita de Jesus Nazareno, y se halla servida por el párroco, un medio racionero de la Sta. igl. catedral de Ciudad-Rodrigo, un prestamero en el anejo, sacristanes y monacillos
(Madoz, 1845, p. 492)